# Orbite de dérive
Une orbite de dérive est une orbite transitoire parcourue par les satellites pour atteindre leur position finale en orbite géostationnaire (mise à poste). C'est une orbite elliptique, quasi circulaire avec un périgée et un apogée proches de 36 000 km, soit l'altitude de l'orbite géostationnaire.

## Caractéristiques
Durant la phase qui suit son lancement, le futur satellite géostationnaire parcourt une orbite de transfert géostationnaire qui est fortement elliptique (200 x 35 786 km), et dont l'apogée se situe donc à 35 786 km. Une fois cette orbite atteinte, le satellite la circularise à l'aide de son moteur d'apogée. Il faut enfin qu'il rejoigne sa position orbitale fixe au-dessus de la planète en parcourant une orbite de dérive : celle-ci lui permet de modifier progressivement la position de son apogée en longitude. Lorsque sa longitude coïncide avec la position orbitale souhaitée, une dernière action des moteurs annule la vitesse excédentaire. Selon la distance entre la position du satellite après la dernière manœuvre d'apogée et la position finale prévue, l'orbite de dérive peut être parcourue par le satellite pendant plusieurs jours.
Une telle orbite est utilisée également dans la vie du satellite lorsque son opérateur le fait passer d'une position orbitale à une autre (changement de poste), par exemple pour remplacer un satellite défaillant par un autre tenu en réserve.